# 里斯·威廉斯 (澳洲足球運動員)
里斯·威廉斯（英語：Rhys Williams，1988年7月14日—）是一名澳洲職業足球員，威廉斯多才多藝，場上可以勝任防守中場、中堅和右閘，最近更擔任進攻中場，現時效力沙地阿拉伯球會艾卡迪沙。

## 生平

### 背景
威廉斯是一名英印混血兒，母親來自印度孟买，而父親則在英格蘭肯特郡出生。威廉斯的一對雙生弟弟瑞安（Ryan Williams）和艾林（Aryn Williams）同樣是足球運動員，現時分別效力富咸和般尼。

### 球會
威廉斯一門三傑均出身自家鄉珀斯的君达乐（ECU Joondalup）。2004年威廉斯憑在球會的出色表現獲選加入西澳洲U16省代表隊出席「全國選材錦標賽」（National Talent Identification Championships），他在賽事中射入3球及協助西澳洲晉身準決賽。於賽事結束後威廉斯遠赴英倫，獲多支球隊包括阿士東維拉、莱斯特城和米杜士堡的注視。
威廉斯最終與當時尚在英超參賽的米杜士堡簽署三年合約，加入球會附屬的足球學校接受訓練和參加初級比賽。2007年7月，雖然由於多次傷患影響他的進展，威廉斯仍然獲得球會提供首份職業球員合約。
2009年1月威廉斯與米杜士堡簽署兩年新約，同日獲借用到英冠球會般尼汲取上陣經驗。由於不獲准為般尼參加附加賽，威廉斯於5月初結束借用返回米杜士堡。
威廉斯在2009/10年球季的季前熱身賽表現傑出，5仗轟入4球，時任領隊盖雷斯·索斯盖特大膽起用威廉斯在聯賽揭幕戰對錫菲聯擔任正中場，憑著出色的表現，威廉斯從此奠定一隊的正選席位。2009年9月26日在米杜士堡以2-2賽和高雲地利一仗，威廉斯取得為球隊上陣以來的首個入球。2010年2月11日威廉斯與米杜士堡續約三年半。
由於骨盆持續的傷患導致威廉斯缺席2010/11年球季大部分的賽事，更因此而錯過參加2010年世界盃的機會，他返回家鄉澳洲進行漫長的復健治療。威廉斯最終於季末傷愈復出，於球季結束前的12場比賽，他有6場獲選為「最佳表現球員」，亦是球隊整季表現最好的一段時間。
傷愈後耀眼的演出使威廉斯獲得多支英超球隊的青睞，於2012年1月的轉會窗分別與保頓、紐卡素、西布朗和利物浦先後扯上關係。雖然盛傳威廉斯將會在夏季離隊，他與米杜士堡簽訂四年新約，留在河畔球場宜到2016年。2012年8月獲時任領隊托尼·莫布雷授予隊長臂章。

### 國家隊
威廉斯的混血兒身份使他有資格代表澳洲、英格蘭、印度和威爾斯參加國際賽。2009年5月，雖然曾經多次代表威爾斯U21上陣，威廉斯表示希望代表出生國澳洲參賽。澳洲隨即徵召威廉斯加入「袋鼠兵團」參加6月舉行的世界盃外圍賽。2009年6月17日威廉斯首次代表澳洲在墨爾本板球場迎戰日本。2010年5月威廉斯入選澳洲參賽2010年世界盃的初選名單，但最後卻因傷沒有進入決選大軍的名單中。

## 外部連結
- Burnley FC Official Site profile
- Profile on Middlesbrough F.C. official website
- OzFootball profile （页面存档备份，存于）
- 足球数据库：里斯·威廉斯的球员统计数据
- FFA Profile